# José Adolfo Larregain
José Adolfo Larregain (Adolfo Gonzales Chaves, 3 aprile 1966) è un arcivescovo cattolico argentino, dal 22 febbraio 2025 arcivescovo metropolita di Corrientes.

## Biografia
È nato il 3 aprile 1966 a Adolfo Gonzales Chaves. 

### Formazione e ministero sacerdotale
Dopo aver frequentato il seminario, è stato ordinato diacono nel 2003 e presbitero il 19 marzo 2004, incardinandosi nell’Ordine dei Frati Minori; successivamente ha conseguito la laurea in teologia pastorale presso la facoltà di teologia dAdolfo Gonzales Chavesella Pontificia Università Cattolica Argentina a Buenos Aires.

### Ministero episcopale
Il 21 marzo 2020 papa Francesco lo ha nominato vescovo ausiliare di Corrientes, assegnandogli la sede titolare di Mauriana. Ha ricevuto la consacrazione episcopale il 29 giugno successivo dall'arcivescovo metropolita di Corrientes Andrés Stanovnik, co-consacranti l'arcivescovo emerito di Corrientes Domingo Salvador Castagna, il vescovo di Goya Adolfo Ramón Canecín e quello di Santo Tomé Gustavo Alejandro Montini.
Il 27 settembre 2024 lo stesso papa Francesco lo ha nominato arcivescovo coadiutore di Corrientes ed il 22 febbraio 2025 è succeduto Andrés Stanovnik, dimessosi per raggiunti limiti d'età.

## Genealogia episcopale
- Cardinale Scipione Rebiba
- Cardinale Giulio Antonio Santori
- Cardinale Girolamo Bernerio, O.P.
- Arcivescovo Galeazzo Sanvitale
- Cardinale Ludovico Ludovisi
- Cardinale Luigi Caetani
- Cardinale Ulderico Carpegna
- Cardinale Paluzzo Paluzzi Altieri degli Albertoni
- Papa Benedetto XIII
- Papa Benedetto XIV
- Papa Clemente XIII
- Cardinale Bernardino Giraud
- Cardinale Alessandro Mattei
- Cardinale Pietro Francesco Galleffi
- Cardinale Giacomo Filippo Fransoni
- Cardinale Carlo Sacconi
- Cardinale Edward Henry Howard
- Cardinale Mariano Rampolla del Tindaro
- Cardinale Antonio Vico
- Arcivescovo Filippo Cortesi
- Arcivescovo Zenobio Lorenzo Guilland
- Vescovo Anunciado Serafini
- Cardinale Antonio Quarracino
- Papa Francesco
- Arcivescovo Andrés Stanovnik, O.F.M.Cap.
- Arcivescovo José Adolfo Larregain, O.F.M.